# Dicaeum geelvinkianum
Dicaeum geelvinkianum (лат.) — вид певчих птиц семейства цветоедовых.

## Таксономия
В составе вида выделяют 9 подвидов:
- Dicaeum geelvinkianum geelvinkianum Meyer, 1874 — номинативный подвид, обитает на островах Япен и Куруду[англ.].
- Dicaeum geelvinkianum albopunctatum Albertis & Salvadori, 1879 — населяет низины южной и центральной Новой Гвинеи.
- Dicaeum geelvinkianum diversum Rothschild & Hartert, 1903 — встречается в восточной и центральной частях Новой Гвинеи.
- Dicaeum geelvinkianum maforense Salvadori, 1876 — остров Нумфор.
- Dicaeum geelvinkianum misoriense Salvadori, 1876 — остров Биак.
- Dicaeum geelvinkianum obscurifrons Junge, 1952 — восточные и центральные территории Новой Гвинеи.
- Dicaeum geelvinkianum rubrigulare Albertis & Salvadori, 1879 — южная часть Новой Гвинеи.
- Dicaeum geelvinkianum rubrocoronatum Sharpe, 1876 — северо-восток и юго-восток Новой Гвинеи.
- Dicaeum geelvinkianum violaceum Mayr, 1936 — острова Д’Антркасто.

Возможно, является тем же видом, что Dicaeum pectorale и/или Dicaeum nitidum. Некоторые авторы помимо перечисленных подвидов, выделяют из D. g. diversum подвид D. g. simillimum (северное побережье Новой Гвинеи), из номинативного — D. g. jobiense (остров Япен), а из D. g. rubrocoronatum — D. g. pulchrium (Астролябия).
Видовое название происходит от давнего названия залива Чендравасих — Гелвинк, где обитает номинативный подвид.

## Описание

### Внешний вид
Размеры тела достигают около 9 см, масса — от 5,3 до 7,5 г.
У самцов номинативного подвида макушка и надхвостье ярко-красные, остальная часть головы и спина тёмно-зелёные. Маховые перья тёмно-коричневые, рулевые перья и плечи очень тёмные, почти чёрные, с синеватым отблеском. Горло белое, низ тела оливково-серый, подхвостье желтоватое. На груди находится красное пятно. Радужная оболочка коричневая, клюв и ноги черноватые.
Самки в целом похожи на самцов, однако отличаются отсутствием красного пятна на груди и более бледным оперением на нижней части тела. Молодые особи похожи на самок, но красные пятна на макушке и надхвостье менее выражены или же вовсе отсутствуют. Клюв светлый.
Подвиды отличаются в первую очередь оттенком и выраженностью красных пятен.
У самцов D. g. rubrocoronatum макушка и надхвостье ярко-красные, остальная часть верхней половины тела (спина, крылья, хвост) черноватая с фиолетовым или оливковым отблеском. Низ тела оливково-серый, подхвостье более жёлтое, чем у номинативного подвида, а пятно на груди значительно меньше. У самок верх тела тёмно-зеленовато-коричневый с синеватым отливом.
В отличие от вышеупомянутого подвида, у D. g. rubrigulare горло полностью красное.
D. g. diversum отличается от D. g. rubrocoronatum более светлыми и яркими красными пятнами на голове и надхвостье и более выраженным голубо-оливковым отблеском на верхней части тела.
D. g. obscurifrons схож размерами с D. g. centrale, но отличаются более зелёным верхом, тёмным низом и более тусклыми красными пятнами на голове и надхвостье, с более выраженным коричневым оттенком.
D. g. violaceum похож на D. g. rubrocoronatum, однако имеют более тусклую и светлую с лилово-фиолетовым отблеском верхнюю часть тела, более тёмные красные пятна на голове, груди и нахводстье, более серый низ и серовато-оливковое брюшко.
Представители D. g. albopunctatum имеют белые пятна между красным участками на голове и надхвостье и тёмными вокруг них. Красное пятно на груди заходит на подбородок и на бока.
D. g. maforense отличается от вышеназванного тускло-тёмно-красными макушкой и надхвостьем и желтоватым подхвостьем.
Красное пятно на груди у представителей D. g. misoriense значительно меньше, чем у предыдущих подвидов, верх тела более тусклый, а надхвостье ярко-карминовое.

### Голос
Одиночные высокие свистящие звуки; ряд стрекочущих, несколько скрипящих или вибрирующих звуков.

## Распространение
Встречается на территориях Австралии, Индонезии и Папуа — Новой Гвинеи.
Обитает в лесах (в том числе вторичных) и на лесных опушках, в первую очередь вокруг цветущих и плодоносящих деревьев, в густых саваннах, на территории плантаций и садов.
Обычно держится на высоте до 1500 метров над уровнем моря, иногда поднимается до 2350 м. D. g. centrale чаще встречается на высоте выше 1600 м. н.у.м.
В целом вид является резидентным, однако несколько зарегистрированных встреч с его представителями на островах Саибаи и Боигу предполагают либо миграцию с территории Новой Гвинеи, либо наличие постоянной популяции на этих островах.
Точное количество особей не известно, но популяция считается стабильной. Вид обычен в низинах Новой Гвинеи.

## Биология
Питается фруктами и, вероятно, как и другие цветоеды, пыльцой и нектаром лорантовых и других растений. Помимо этого поедает пауков и крупные семена.
Кладки яиц были зарегистрированы в мае, ноябре и декабре. Гнездо представляет собой валяный мешочек грушевидной формы около 10 см в длину и 4,5 см в ширину. С боку в верхней части гнезда находится входное отверстие диаметром около 1,7 см. Гнездо строится из шёлка и красно-коричневых полос папоротника, хорошо замаскировано. Одно из найденных гнёзд было подвешено к низкому кротону. В кладке 2-3 белых яйца.